# Барбервил (Калифорнија)
Барбервил (енгл. Garberville) насељено је место без административног статуса у америчкој савезној држави Калифорнија.

## Демографија
По попису из 2010. године број становника је 913.
| Група             | 2000.    | 2010.       |
| Белци             | 0 (0,0%) | 783 (85,8%) |
| Афроамериканци    | 0 (0,0%) | 14 (1,5%)   |
| Азијати           | 0 (0,0%) | 17 (1,9%)   |
| Хиспаноамериканци | 0 (0,0%) | 54 (5,9%)   |
| Укупно            | 0        | 913         |